# Passaporte abecásio
O passaporte da Abecásia (em abecásio: Атәылауаҩшәкәы; em russo: Абхазский паспорт) é emitido para os cidadãos da República da Abecásia com o propósito de viagens internacionais e para efeitos de identificação legal dentro da Abecásia. Como a Abecásia só é reconhecida pela Rússia, Venezuela, Nicarágua e Nauru, para todos os outros destinos os cidadãos da Abecásia devem usar outro passaporte (a maioria deles usam passaportes russos) para viagens internacionais.
Antes da introdução de passaportes na Abecásia, os abecásios ainda usavam passaportes soviéticos. Os passaportes soviéticos chegaram à região em 1991, em Adjara, onde eles não eram necessários, uma vez que a Adjara e o resto da Geórgia utilizavam passaportes da Geórgia. Eles foram, então, dados pelo líder Aslan Abashidze às autoridades da Abecásia, embora não se sabe como ou quando.
Os passaportes soviéticos foram definidos para expirar em 2008, e por isso era necessário um novo passaporte. A emissão de um passaporte abecásio foi discutida pela primeira vez no final dos anos 1990. Em maio de 2000, o ministro da Justiça da Abecásia, Batal Tabagua, anunciou que uma ordem para formação de passaportes tinha sido cancelado pelo Ministério da Rússia para os Negócios Estrangeiros. Em 2003, finalmente, foram ordenados a produção de passaportes abecásios a partir de uma empresa de impressão privada turca, mas o primeiro carregamento de 25.000 passaportes foi interceptado e confiscado pelas autoridades georgianas. Os passaportes tinham sido feitos para serem distribuídos antes da eleição presidencial de 2004, mas quando o segundo lote chegou, tornou-se claro que os passaportes continham erros. Assim, o então presidente Vladislav Ardzinba decidiu pela não emissão do documento. Depois de Sergei Bagapsh ser eleito para a presidência, ele decidiu não desperdiçar o dinheiro investido e introduziu os passaportes em janeiro de 2006, mesmo com os erros.

## Adoção

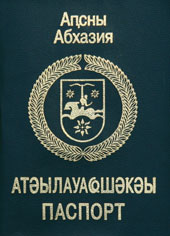
Capa do passaporte abecásio contemporâneo.

O primeiro passaporte foi emitido em janeiro de 2006 ao ex-presidente Ardzinba, e o segundo passaporte a título póstumo a ativista e acadêmica Tamara Shakryl, que tinha sido a única vítima durante a crise pós-eleitoral de 2004. O próprio presidente Bagapsh foi a primeira pessoa a aplicar regularmente um passaporte abecásio.
Em fevereiro de 2007, passaportes da Abecásia haviam sido emitidos para 33.000 pessoas. Este número posteriormente subiu para 45.000 em abril, 53.000 em maio, 63.000 em agosto, 110.000 em julho de 2008, 141.245 em 12 de outubro de 2009, 142.625 em 1 de novembro e 146.121 em 7 de dezembro de 2009. Além disso, do número total de portadores de passaportes, 5.759 viviam fora da Abecásia.
O governo abecásio disse em 2007 que, uma vez que a distribuição de passaportes foi concluída, seria a única forma legal de identificação de abecásios. Foi anunciado que a partir do início de 2008, os cidadãos já não podia receber uma pensão russa sem um passaporte da Abecásia. Os passaportes se tornaram a única forma possível de legitimação para os eleitores, começando com a eleição presidencial de dezembro 2009.
Em 20 de Outubro de 2009 foi anunciado que um novo passaporte seria introduzida com recursos de segurança adicionais, de forma a satisfazer todos os critérios internacionais. Os novos passaportes eram para ser impressos pela empresa estatal russa Goznak. Os passaportes originais eram suficientemente seguro para viagens transfronteiriças com a Rússia.